# Endicott Island

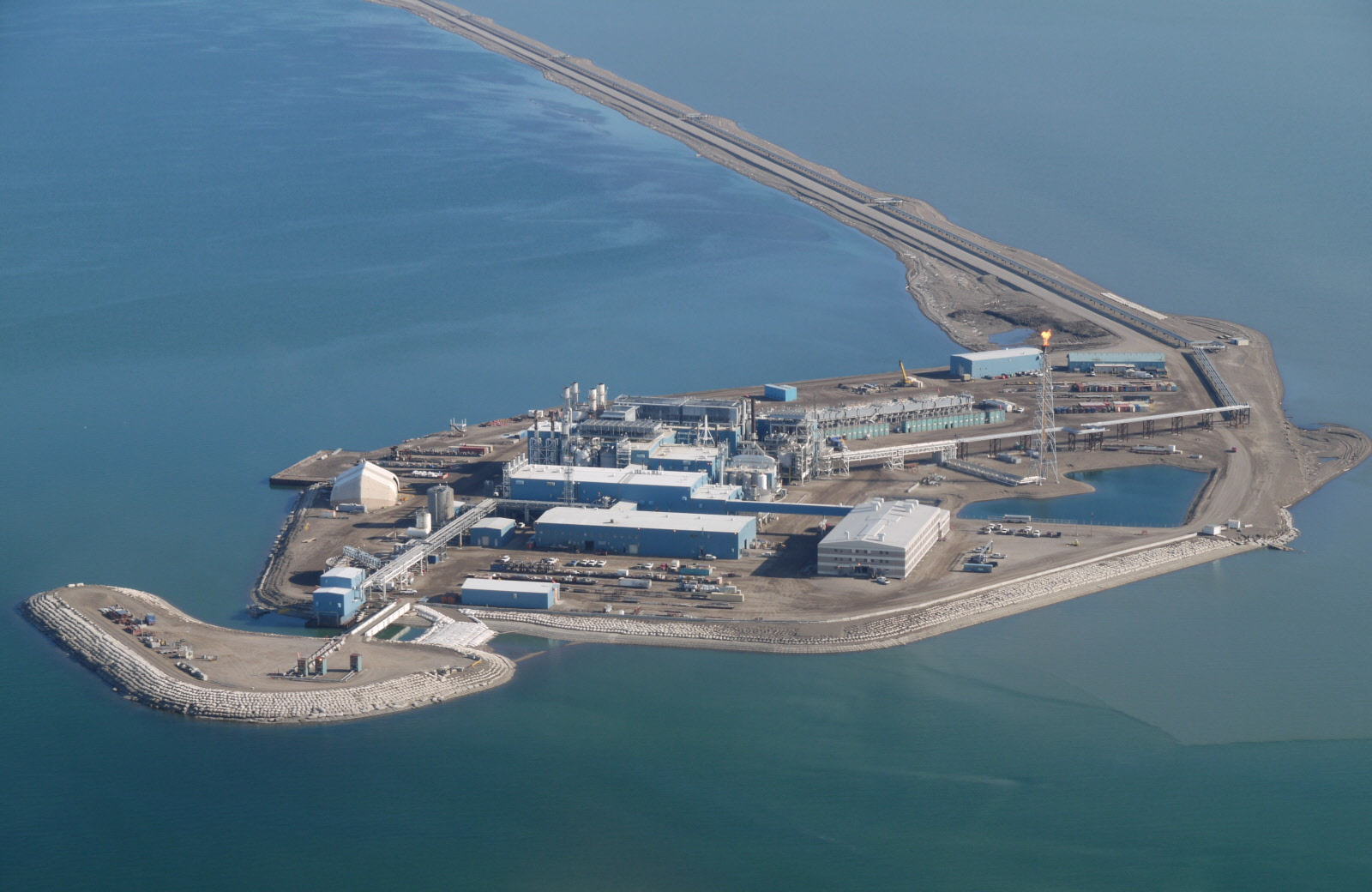
Endicott Island, 2010.

Endicott Island är en konstgjord ö i Prudhoe Bay utanför Alaskas nordkust.
Den byggdes av Alaska Interstate Construction år 1987, har en yta på 18 hektar och är förbunden med fastlandet med en fyra kilometer lång vägbank. BP och Hilcorp Alaska producerar petroleumprodukter på platsen. De pumpas till fastlandet via en rörledning och vidare till Valdez på sydkusten genom Trans-Alaska Pipeline. Lite längre från land ligger en liknande ö, North Star Island, där man också utvinner olja.
Mellan 1993 och 1995 pumpades avfall från produktionen olagligt tillbaka till oljekällan och BP tvingades betala 22 miljoner dollar i böter.
Vintern 2017 grävde en isbjörnshona ett ide i snön under oljeledningen från Endicott Island för att föda en unge. Hilcorp minskade trafiken på vägbanken för att ge dem lugn och ro och Brigham Young University övervakade idet. Den 18 mars lämnade isbjörnarna idet och efter två veckor gav de sig av mot havet för att skaffa föda.